# Štadión FC Petržalka 1898
Štadión FC Petržalka 1898 – stadion piłkarski w Bratysławie (w części miasta Petržalka-Ovsište), stolicy Słowacji. Został otwarty w 2012 roku. Może pomieścić 1500 widzów. Swoje spotkania rozgrywają na nim piłkarze klubu FC Petržalka.
Stadion powstał na terenie dawnej szkoły podstawowej, przy ulicy Marii Skłodowskiej-Curie. Obiekt otwarto latem 2012 roku i odtąd jest on domową areną klubu piłkarskiego FC Petržalka. Do 2008 roku zespół ten występował na zlikwidowanym w 2012 roku stadionie za Starým mostom, później tymczasowo grał na stadionie Pasienky oraz na obiekcie Rapidu Ružinov. W momencie przyjścia na stadion w 2012 roku klub (wtedy pod nazwą FC Petržalka 1898) był zespołem III-ligowym. W 2014 roku problemy finansowe wymusiły powstanie nowego podmiotu o nazwie FC Petržalka Akadémia (od 2017 roku jako FC Petržalka), który de facto przejął tradycję dawnego klubu, jednak musiał rozpoczynać grę od piątej klasy rozgrywkowej. Po dwóch latach zespół wszedł na czwarty poziom ligowy, rok później awansował do III ligi, a w kolejnym sezonie (2017/2018) uzyskał awans do II ligi. Od otwarcia obiektu prowadzono na nim dalsze prace, m.in. w 2016 roku zainstalowano sztuczną murawę i oświetlenie.